# Anthyllis montana
Anthyllis montana là một loài thực vật có hoa của châu Âu. Tên đồng nghĩa của loài này là Vulneraria montana Scopoli.

## Hình ảnh

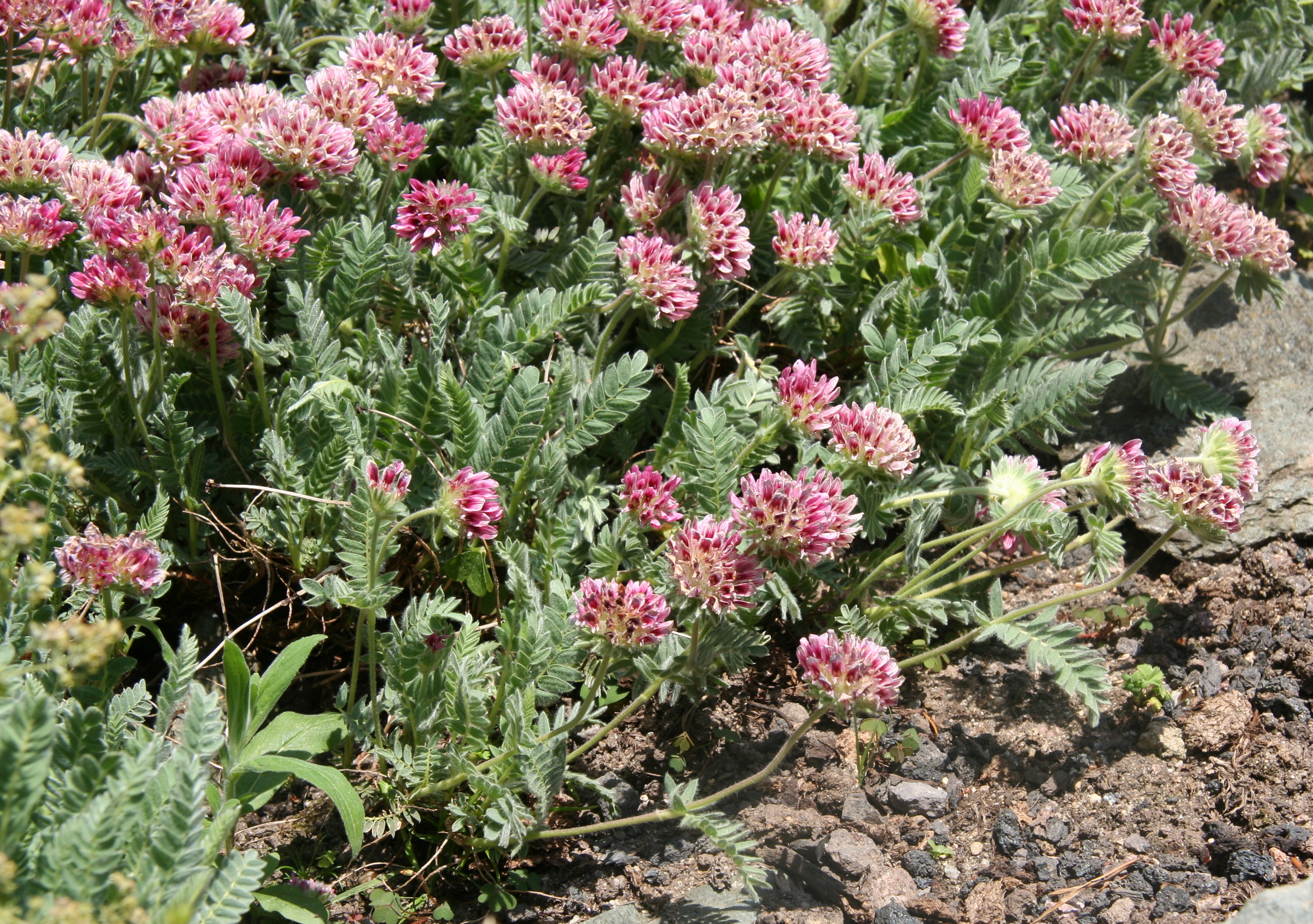
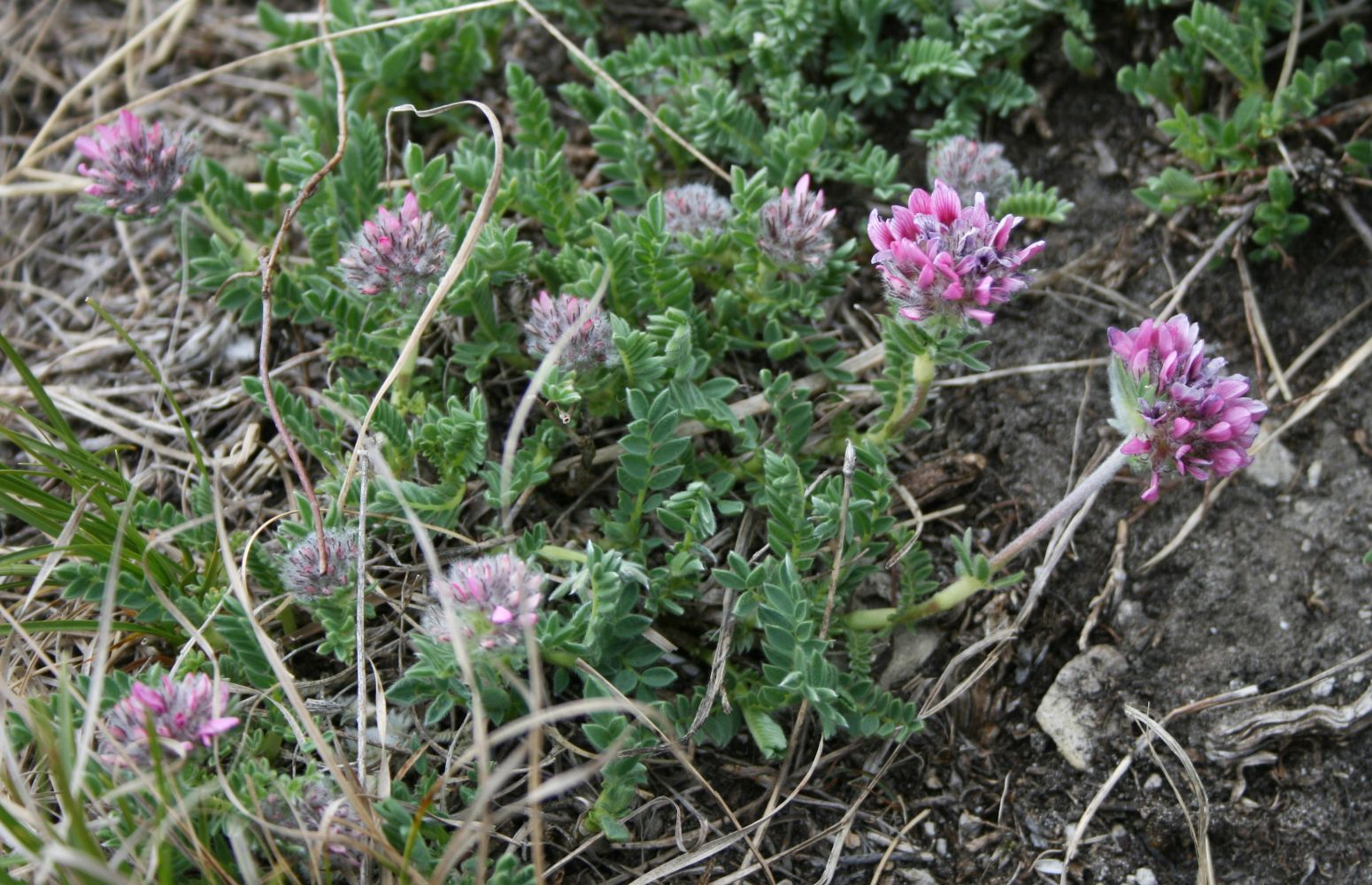
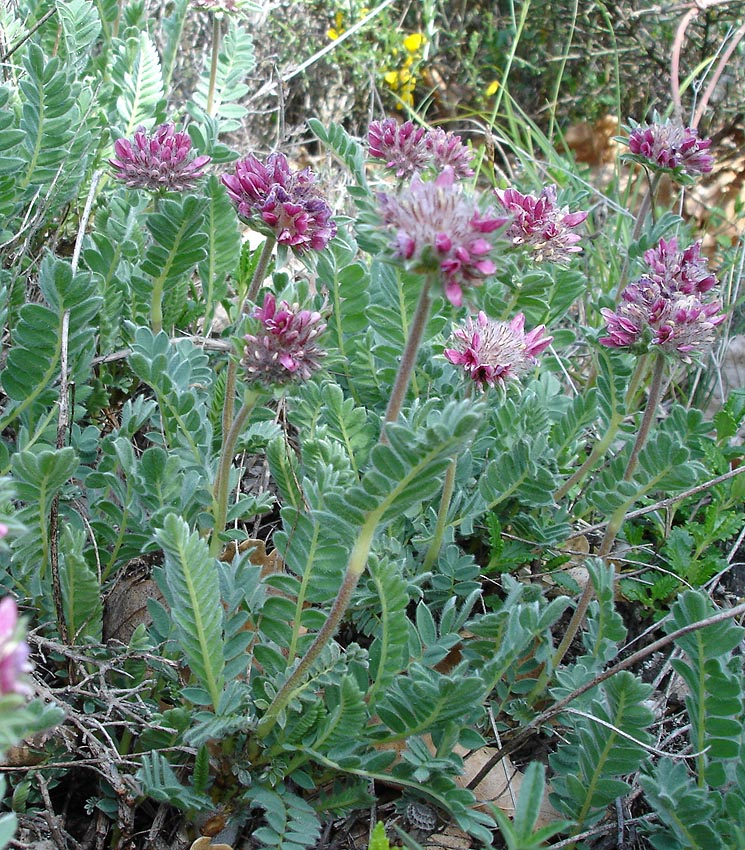
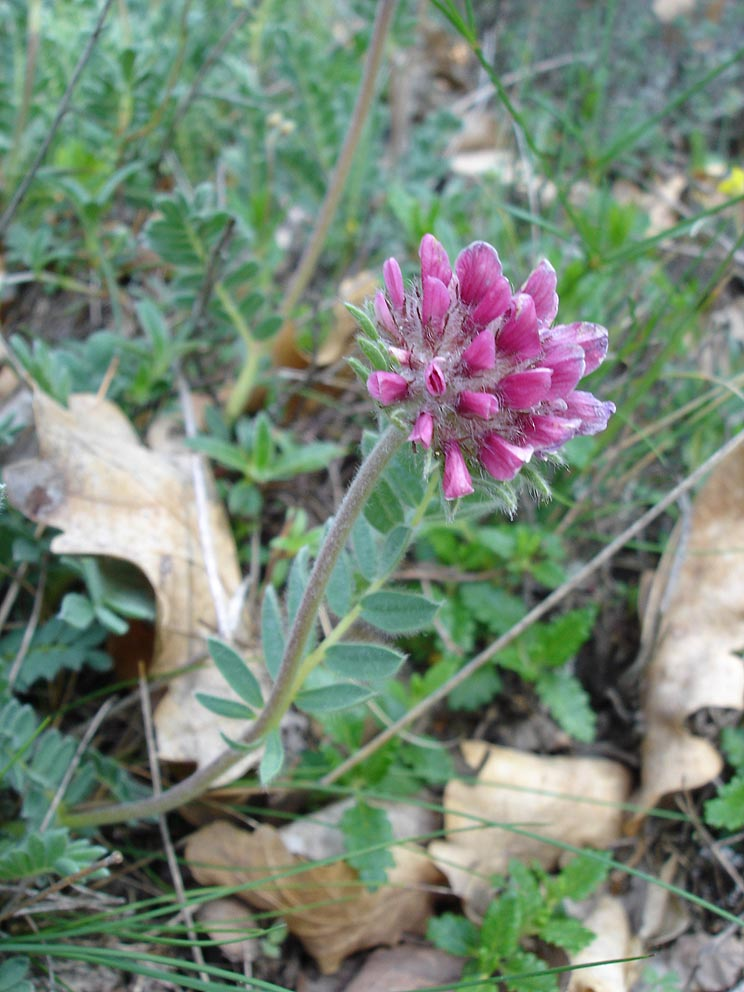